# Sowjetische Volleyballnationalmannschaft der Frauen
Die sowjetische Volleyballnationalmannschaft der Frauen war eine Auswahl der besten sowjetischen Spielerinnen, die den sowjetischen Volleyballverband bei internationalen Turnieren und Länderspielen repräsentierte. Zu ihrer Zeit war sie mit fünf Titeln bei Weltmeisterschaften, vier olympischen Goldmedaillen und zahlreichen weiteren Turniersiegen in anderen Wettbewerben eine der erfolgreichsten Mannschaften der Welt.

## Geschichte
Mit dem Ende der Sowjetunion wurde 1991 auch die Nationalmannschaft aufgelöst. 1992 spielte vorübergehend das Vereinte Team. Direkter Nachfolger ist die russische Nationalmannschaft. Aus den ehemaligen Sowjetrepubliken gingen außerdem folgende Nationalmannschaften hervor:
- Armenien
- Aserbaidschan
- Belarus
- Estland
- Georgien
- Kasachstan
- Kirgisistan
- Lettland
- Litauen
- Moldawien
- Tadschikistan
- Turkmenistan
- Ukraine
- Usbekistan

### Weltmeisterschaft
Bei den ersten drei Volleyball-Weltmeisterschaften führte kein Weg an der Sowjetunion vorbei. Sie gewann die Turniere in den Endspielen 1952 gegen Polen, 1956 gegen Rumänien und 1960 gegen Japan. Erst 1962 wurden die sowjetischen Frauen im eigenen Land im Finale von den Japanerinnen gestoppt. Bei der WM 1967 trat das Team wegen eines Boykotts nicht an und verpasste so sein einziges Turnier. Bei der Rückkehr 1970 holte die Sowjetunion zum vierten Mal den Titel, vier Jahre später war Japan im Endspiel wieder erfolgreicher. Bei der dritten WM in der Sowjetunion belegte der Gastgeber 1978 den dritten Platz. Es folgten zwei schwächere Turniere, die jeweils auf dem sechsten Rang endeten. Bei ihrem letzten Auftritt 1990 wurde die Sowjetunion gegen China erneut Weltmeister.

### Olympische Spiele
Die Volleyballerinnen der Sowjetunion gehörten auch bei Olympischen Spielen zu den erfolgreichsten Teilnehmern. Gleich bei der Premiere 1964 in Tokio erreichte die Sowjetunion das Finale gegen den Gastgeber. Bei den Turnieren 1968 und 1972 besiegten die sowjetischen Frauen Japan im Endspiel, bei der vierten Ausgabe des Duells triumphierten 1976 in Montreal wieder die Japanerinnen. Bei den Spielen 1980 traf die Sowjetunion als Gastgeber erstmals nicht auf den Gegner aus Asien, doch auch die DDR-Auswahl konnte nicht verhindern, dass die Osteuropäerinnen zum dritten Mal Olympiasieger wurden. Wegen des Boykotts verpasste der Rekordsieger das Turnier 1984, aber 1988 in Seoul standen die sowjetischen Frauen nach dem Finalsieg gegen Peru wieder an der Spitze.

### Europameisterschaft
Von 1949 bis 1979 dominierte die Sowjetunion die Volleyball-Europameisterschaften. Lediglich 1955 konnte die Tschechoslowakei den Titelgewinn der sowjetischen Frauen verhindern. 1981 unterlagen sie im Finale gegen Bulgarien. Zwei Jahre später begann in Rostock eine Serie von Endspielen gegen die DDR. Zuerst siegten die Ostdeutschen, dann die Sowjetunion. 1987 war die DDR zum zweiten Mal erfolgreich und 1989 ging der Titel wieder in die Sowjetunion. Dort blieb er auch 1991 nach dem Finale gegen die Niederlande.

### World Cup
Die Sowjetunion gewann 1973 gegen Japan die erste Ausgabe des World Cup. 1977 belegte sie dann den achten und letzten Platz. Bei den folgenden beiden Turnieren reichte es jeweils zum dritten Platz. 1989 unterlagen die sowjetischen Frauen im Finale gegen Kuba. 1991 wurden sie erneut Dritter.